# ジェネラル・ダイナミクス・エレクトリック・ボート
座標: 北緯41度20分40秒 西経72度04分46秒 / 北緯41.344343度 西経72.079526度
ジェネラル・ダイナミクス・エレクトリック・ボート(General Dynamics Electric Boat)は、アメリカ合衆国の造船会社。ジェネラル・ダイナミクスの一部門であり、主としてアメリカ海軍のために潜水艦を建造する。 1899年2月7日、エレクトリック・ボート社としてニュージャージー州に設立された。1952年、現在の社名に改めた。
同社の主要施設はコネチカット州グロトンに所在する造船所とロードアイランド州クォンセット・ポイントに所在する船体組み立て・艤装工場である。

## 歴史
1904年には日本海軍の依頼を受けて特別水雷艇（ホランド型艇）5隻を建造している。
第一次世界大戦の間、エレクトリック・ボートとその子会社は85隻の潜水艦と722隻の駆潜艇をアメリカ海軍から受注して建造した。戦後は1934年に初めて、別の潜水艦を建造した。
第二次世界大戦では、74隻の潜水艦が発注された。その中には当時最新鋭のタンバー級/ガトー級/バラオ級/テンチ級が多く含まれる。
戦後は1954年からアメリカ最初の原子力潜水艦「ノーチラス」、1959年から弾道ミサイル潜水艦「ジョージ・ワシントン」を建造。以降、オハイオ級/ロサンゼルス級/シーウルフ級/バージニア級を建造している。